# 小玉新次郎
小玉新次郎（こだま しんじろう、1927年1月16日- ）は、日本のアジア史学者、関西学院大学名誉教授。

## 略歴
神戸市生まれ。1952年京都大学文学部史学科（東洋史専攻）卒業。関西学院大学文学部助教授、教授を経て、98年定年、名誉教授となる。1974年「シリア文明交流史研究」で関西学院大学文学博士。西アジア古代史が専門。

## 著書
- 『西アジアの歴史 新書東洋史 9』1977 講談社現代新書
- 『パルミラ 隊商都市』近藤出版社 (世界史研究双書 1980
- 『隊商都市パルミラ』東京新聞出版局 (オリエント選書 1985
- 『隊商都市パルミラの研究』同朋舎出版 (東洋史研究叢刊 1994
- 『私の中国史』阿吽社 1997
- 『私の世界史』阿吽社 2000

### 共編著
- 『アジア諸民族の生活文化』大沢陽典共編 阿吽社 1990
- 『例解中国語熟語辞典』王永全共編著 東方書店 1992
- 『例解中国語慣用語辞典』王永全共編著 東方書店 1994
- 『日中同形異義語辞典』王永全, 許昌福共編著 東方書店 2007

### 翻訳
- P.K.ヒッティ『シリア 東西文明の十字路』紀伊国屋書店 1963　のち中公文庫
- P.K.ヒッティ『レバノンの歴史』山本書店 1972
- アドナン・ブンニ, ハレド・アル・アサド共著『パルミラの遺跡』東京新聞出版局 1988
- ニールソン=C=デベボイス『パルティアの歴史』伊吹寛子共訳 山川出版社 1993

## 論文
- ＜小玉新次郎